# 宣侠父

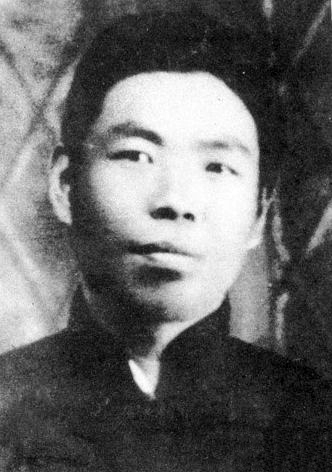
宣侠父

宣侠父（1899年12月5日—1938年7月31日 ），又名尧火，号剑魂，浙江诸暨人，中国共产党党员，革命烈士。

## 生平
1899年12月5日，生于浙江省诸暨县湄池长澜。1916年夏，考入台州的浙江省立甲种水产学校本科渔捞科学习。1920年夏，以总成绩第一名毕业，被派往日本公费留学，入北海道帝国大学水产专业。在日本期间，他对社会科学，尤其是马克思主义产生很大兴趣。1922年因参与组织反日活动，被日本政府驱逐回国。回国后，任教于浙江省立甲种水产学校，并与俞秀松、宣中华等人从事革命活动。1923年，在杭州参加中国社会主义青年团，任团杭州地委秘书。不久，转为中国共产党党员。1924年，考入黄埔军校第一期，任学生会干部、中国国民党三中队区分部党小组长。后因与黄埔军校校长蒋介石不睦而离校。
1925年春，奉李大钊派遣，宣侠父以中国国民党党员的公开身份，率领一批中国共产党党员到冯玉祥的国民军当宣传员，受冯玉祥尊重。同年10月，随国民军第二师（刘郁芬任师长）西征甘肃省兰州。同年冬，宣侠父与张一悟等人共同创建中共甘肃特别支部，宣侠父还整顿了中国国民党甘肃省党部。1926年春，宣侠父任国民联军第三路军总政治处处长。在陕西西安举办了西北军政治工作训练班，并到甘肃的藏族聚居区宣传革命。1927年5月，宣侠父随冯玉祥出潼关，任国民革命军第二集团军前敌总指挥部政治部主任，领中将衔。同年7月，冯玉祥拥蒋介石反共，宣侠父等中国共产党党员被“礼送”出境。
1928年8月，宣侠父回到家乡诸暨，与金城等中国共产党党员开展农民运动。同年9月，在诸暨城南滴水道院召开了中共诸暨第一次代表大会，成立了中共诸暨县委，宣侠父当选为委员兼军事部长。同年底，中共诸暨县委决定实行“二五”减租，他与其他中国共产党党员一起，首先组织全村的农民向诸暨县政府请愿，要求减租。同年秋，他参加领导诸暨县农民减租抗租，迫使诸暨县政府同意了农民的要求。
1929年，宣侠父进入国民革命军梁冠英部，担任第二十五路军总参议、南京国民政府军事参议院参议。此时，他和“中国左翼作家联盟”党团书记阳翰笙取得了联系，参加了“中国左翼作家联盟”，并以“今秋”、“石雁”为笔名写下了《西北远征记》、《入伍前后》两部长篇自传体小说。1932年秋，宣侠父到张家口支持冯玉祥建立察哈尔民众抗日同盟军。1933年5月，察哈尔民众抗日同盟军成立，宣侠父任该军中共前线委员会委员、军事委员会常委，兼任二路军政治部主任、第五师师长。察哈尔民众抗日同盟军失败后，宣侠父与吉鸿昌等人在天津组织“中国人民反法西斯大同盟”。1934年3月，宣侠父介绍吉鸿昌加入中国共产党，并陪吉鸿昌到上海履行了入党手续。
1934年夏，宣侠父奉调来到上海，化名“杨永清”，参加中共中央特科的工作，是中央特科的负责人之一。1935年，化名“宣古渔”，赴香港从事统战工作。宣侠父曾任中共华南工委书记，任内推动了李济深、陈铭枢、蒋光鼐、蔡廷锴等组织反蒋抗日的“中华民族革命同盟”，宣侠父任该同盟的不管部部长。1936年6月，李宗仁等人发动“两广事变”后，宣侠父任重建的国民革命军第十九路军政治部主任兼六十一师参谋长。后来担任中华民族革命同盟悟州市委主任。1936年12月西安事变后，奉周恩来、叶剑英的电示，宣侠父到西安红军联络处任职。不久，到延安参加了中国共产党全国代表会议。
1937年9月，宣侠父被任命为国民革命军第十八集团军高级参议。10月，被派驻西安，协助林伯渠主持八路军西安办事处的工作，在中国国民党方面的高级将领中从事统战工作。他撰写的《游击战争概述》一文令胡宗南称许，曾许其以高官，但被宣侠父谢绝。同时，他还团结了孙蔚如、杜斌丞、赵寿山、杨明轩等陕西籍的名人，动员了许多青年赴延安。1938年3月，宣侠父安排丁玲等人率西北战地服务团在西安从事抗日民族统一战线工作。国民政府军事委员会委员长西安行营主任蒋鼎文对同为浙江诸暨老乡的宣侠父在西安的活动深感不安，劝宣侠父赴法国留学，但被宣侠父拒绝。蒋鼎文遂借军统之手杀宣。蒋介石根据军统罗列的罪状，写下手谕“将宣侠父秘密制裁”。
1938年7月31日，宣侠父在西安被军统特务秘密绑架杀害。当时由于军统西北区区长兼国民政府军事委员会委员长西安行营第四科科长张严佛刚刚调走，西北区及第四科由第四科中校科员徐一觉负责。蒋鼎文转奉蒋介石密令，直接命令徐一觉实施此次暗杀。
宣侠父遇害后，周恩来曾三次向蒋介石追问宣侠父的下落，最终获得蒋介石答复称：“宣侠父是我的学生，他背叛了我，是我下令杀掉的。”1945年，中共七大召开时，为宣侠父举办了追悼会。 